# 페이리강 문화

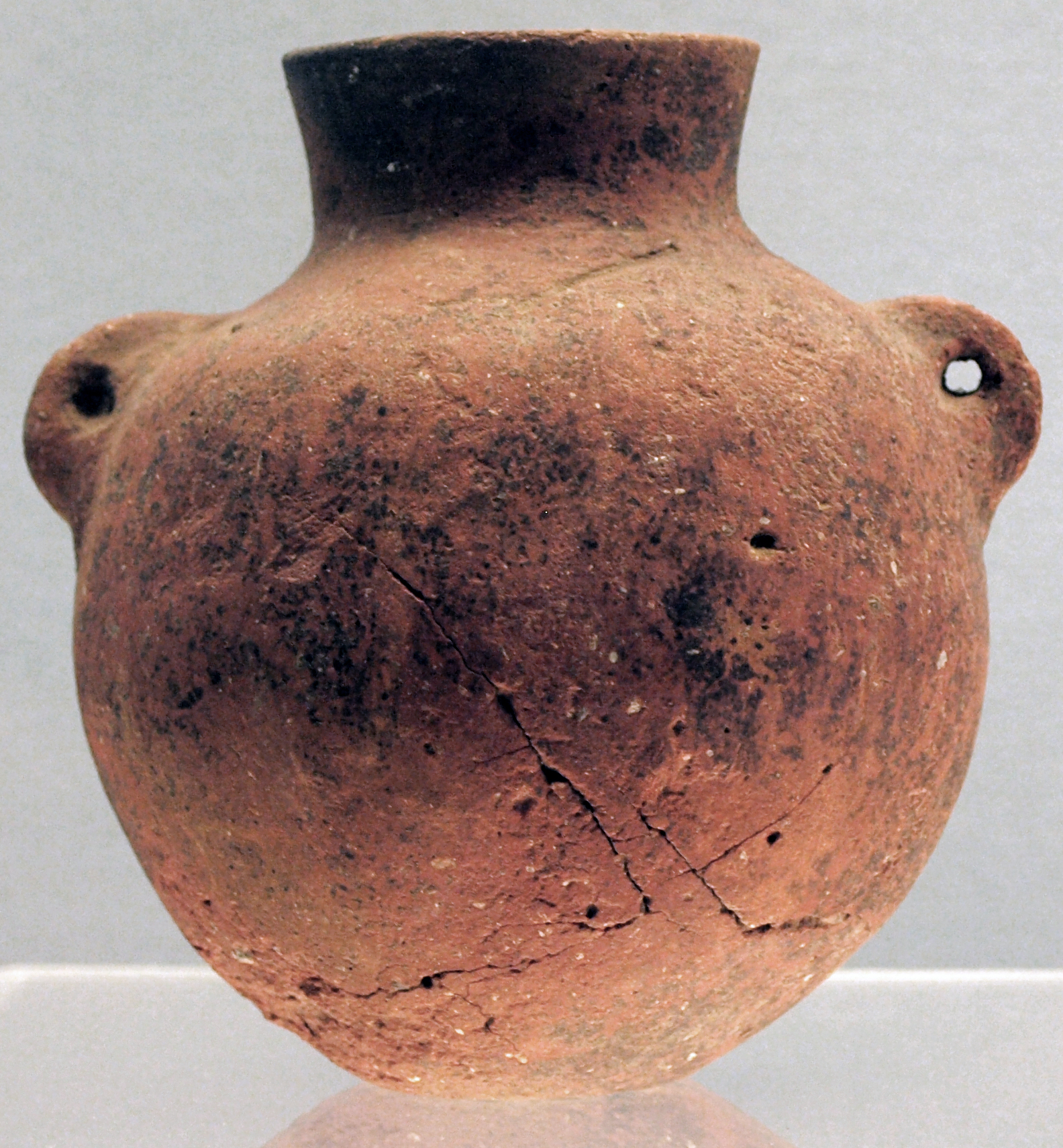
페이리강 문화의 홍도, 기원전 6000~ 기원전 5200년전의 것으로 추정, 상하이 박물관

페이리강 문화(중국어 간체자: 裴李岗文化, 정체자: 裴李崗文化, 병음: Péilǐgāng Wénhuà Peiligang culture[*])란 중화인민공화국 허난성의 황하 유역에서 존재하던 신석기 시대의 공동체에 고고학자가 부여한 이름이다. 이 문화는 기원 전 7000년부터 기원 전 5000년까지의 사이에 존재하고 있었다. 70개를 넘는 유적이 페이리강 문화라고 밝혀졌다. 이 문화는 1977년에 허난성 정저우 시 페이리강(裴李崗)에서 발견된 유적을 기념하여 이름이 붙여졌다. 고고학자들은 페이리강 문화가 평등주의이며, 정치 조직은 거의 없었다고 믿고 있다.
이 문화는 조를 경작 하는 농업이나 돼지를 사육하는 축산을 하고 있었으며, 이 문화는 토기를 만든 고대 중국 최고의 문화이기도 하다.
자후 유적(賈湖遺跡)은 이 문화에 관련된 가장 오래된 유적의 하나이며, 고대의 피리나 미해독의 가호계각 문자 등이 발견되고 있다.

## 참고 문헌
- Liu, Li. The Chinese Neolithic: Trajectories to Early States, ISBN 0-521-81184-8

## 같이 보기
- 중국의 역사
- 중국의 신석기 문화 목록
- 황하 문명
- 츠산 문화
- 베이신 문화